# Lasthenia minor
Lasthenia minor là một loài thực vật có hoa trong họ Cúc. Loài này được (DC.) Ornduff mô tả khoa học đầu tiên năm 1966.